# 水系リチウムイオン電池
水系リチウムイオン電池(Aqueous lithium-ion battery)とは水溶液系のイオン液体を電解質として使用するリチウムイオン電池。

## 概要
従来のリチウムイオン電池では水の電気分解の電圧である1.23V以上の起電圧のため、可燃・有毒・高価な非水系電解質の使用が必須であったが、近年、水溶液系の電解質(イオン液体)を使用するリチウムイオン電池の開発が進みつつある。複数の手法が提案されており、一つは二成分高濃度電解質‘‘water-in-bisalt’’ (WiBS)などを用いる方法でもう一方はイオン液体を使用する手法でそれぞれ一長一短がある。WiBSの使用では0.5V(vs.Li/Li+)以下では水素が発生するので一般的なLiB電極は使用できないのでグラファイト負極やリチウム金属表面に保護膜を形成して水の電気分解を生じさせない手法が提案される。スーパーコンピューター「京」を用いた第一原理分子動力学計算による解析の結果、ハイドレートメルトは全ての水分子がリチウムイオンに配位した状態で液体となる、一般的な水溶液では取り得ない溶液構造により比類なき高電圧耐性と優れたリチウムイオン輸送特性を備えるためリチウムイオン電池用の電解液として適用可能であることが示された。
水溶液系の電解質を使用することにより、従来の非水系電解質のリチウムイオン電池の製造工程で必須であった湿度0%の徹底した除湿が不要になるため、作業環境の向上、費用低減が可能になるとともに、発火等のリスクが下がり、安全性が向上する事が期待される。

## 用途
安全性が高いため、従来のリチウムイオン電池の用途を置き換える事が期待される。